# Tannois
Tannois é uma comuna francesa na região administrativa de Grande Leste, no departamento de Meuse. Estende-se por uma área de 13,34 km². Em 2010 a comuna tinha 418 habitantes (densidade: 31,3 hab./km²).